# Ellen S. Bakerová
Ellen Louise Shulman Bakerová (* 27. dubna 1953, Fayetteville, Severní Karolína, USA) je americká lékařka a bývalá astronautka NASA. Z NASA odešla v listopadu 2011. Byla a v současné době (2017) je ředitelkou Astronaut Office Education/Medical Branch.
Narodila sa ve Fayetteville v židovské rodině, ale vyrostla v New Yorku. Vystudovala na třech univerzitách: na University at Buffalo získala bakalářský titul v oboru geologie, na Cornell University získala doktorát z medicíny a na University of Texas získala magisterský titul z veřejného lékařství (public health). Má za sebou tři vesmírné mise, a to STS-34 z října 1989, STS-50 z června/července 1992 a STS-71 z června/července 1995. Za svou kariéru kosmonautky strávila ve vesmíru 28 dní, 14 hodin a 31 minut.